# Louis Bastin
Louis Napoleon Bastin, född 4 juni 1912 i Moskva, död 29 november 1979 i Lidingö, var en svensk målare och grafiker.
Bastin var utbildad i Paris och Köln samt vid Konsthögskolan i Stockholm. Han framträdde främst som färgetsare. Sina motiv hämtade Bastin ofta från gatulivet, balettskolor och andra livliga miljöer. I färg och komposition var han influerad av den franska senimpressionsismen. 
Bastin är representerad vid Kalmar konstmuseum  och Örebro läns landsting. Han är begravd på Lidingö kyrkogård.